# Neki to vole vruće
Neki to vole vruće (jelentése: Van, aki forrón szereti) egy zágrábi pop-rock zenei duó, amely 1985-ben alakult.

## Tagok
- Silvestar Dragoje - Šomi (Mišo) (ex Helium, Clan, Entropija)
- Miroslav Stanić - Jimmy (Džimi) (1984-1995 / 2004-től)
- Branka Delić - ének (1995-2000)
- Kristina Skoti - vokál (1995-2000)
- Tina Schwarz - vokál (1995-2000)

## Diszkográfia

### Stúdióalbumok
1. Neki to vole vruće, Jugoton, 1985.
2. Jeans generacija, Jugoton, 1986.
3. Kakva noć!, Jugoton, 1988.
4. Kad lavina krene, Jugoton, 1989.
5. Ljubavne priče, Croatia Records, 1993.
6. Boja noći, Croatia Records, 1997.

### Koncertlemezek
1. Live tvornica, Croatia records, 2005.

### Válogatás
1. The best of, Croatia records, 2000.

### Kislemezek
1. Dance flash, Croatia records, 1994.
2. Opasan plan, Croatia records, 1996.
3. Singl, Croatia records, 1999.